# Moeder Aarde (Krop)
Moeder Aarde is een sculptuur van beeldhouwer Hildo Krop uit de jaren 1920 dat sinds 1958 in het Tweede Weteringplantsoen in Amsterdam staat. In 2016 werd het wegens ernstige schade door verwering vervangen door een replica.
Het beeld zou uit 1926 stammen en is gehouwen uit Franse kalksteen. In 1931/1932 was het te zien bij kunsthandel P. de Boer in Amsterdam. Krops broer Johan fotografeerde het eind jaren 1930 toen het weer in het atelier stond.
De gemeente Amsterdam huurde de sculptuur in 1958 voor een tentoonstelling in het Weteringplantsoen. Het zou daar een tijdelijk staan, maar de gemeente kocht het in 1965/1966 alsnog aan. Het beeld stelt een hurkende jonge vrouw voor met daaromheen een aantal figuren. In de loop der jaren werd het kalksteen aangetast, ondanks een renovatie vielen er verwering steeds vaker stukjes af. Het materiaal was met name gevoelig voor vorst. Het reliëf van onder andere een gezicht was zo goed als verdwenen. In de jaren 2010 bleek het beeld dermate beschadigd dat een grondige restauratie noodzakelijk was, tegelijk stelde men vast dat herplaatsing in de open lucht geen optie meer was. Omdat het beeld geliefd is bij Amsterdammers werd er uit kalksteen een replica van gemaakt die sinds 2016 in het plantsoen op een sokkel staat.